# Lev Gorn
Lev Gorn (russe : Лев Горенс, né le 1 janvier 1971 à Stavropol) est un acteur américain de théâtre, de cinéma et de télévision d'origine russe. 
Il est surtout connu pour son rôle d'agent du KGB Arkady Ivanovich Zotov dans The Americans. Par ailleurs, il a eu un rôle récurrent en tant que Mikhail Vassily Tal dans The Enemy Within et Eton Ben-Eleazer dans Sur écoute.

## Biographie
Lev Gorn est né à Stavropol, RSFS russe, Union soviétique, maintenant dans le sud de la Russie.  

## Filmographie

### Cinéma

#### Longs métrages
- 1999 : Crimson Nights de Jeffrey Arsenault : Burt
- 2003 : Sucker Punch de Jeff Crook et Josh Crook : Ivan
- 2004 : Keane de Lodge Kerrigan : Le dealer de drogue
- 2005 : Straight Forward de Jason Noto : Gardien Cardova
- 2006 : Vettaiyaadu Vilaiyaadu de Gautham Vasudev Menon : Détective Anderson
- 2007 : Padre Nuestro de Christopher Zalla : Rough-Shave
- 2008 : Manhattanites de Gregori J. Martin et Darnell Williams : Blake Whitney
- 2010 : Bronx Paradise de Wayne Gurman et William Lappe : Manny
- 2013 : Last I Heard de David Rodriguez : Dominic Salerno Jr.
- 2013 : Blue Collar Boys de Mark Nistico : Ira
- 2014 : Vkus Ameriki de Yefim Gribov : Berman
- 2016 : Café Society de Woody Allen : Eddie
- 2016 : Ace the Case de Kevin Kaufman : Le chirurgien
- 2019 : Brooklyn Secret (Lingua Franca) d'Isabel Sandoval : Murray
- 2021 : Payback de Joseph Mensch : Alexander Pushka
- 2021 : The Expat de Gregory Segal : Nick

#### Courts métrages
- 2005 : New Liberty de Chris Ashworth : Roy
- 2005 : Nicky's Game de John-Luke Montias : Un homme
- 2008 : Joe Mover de Gabe Fazio et lui-même : Nicky (également co-scénariste)
- 2008 : Saint Nick de Patty Mulcahy : Ivan
- 2008 : Ten : Thirty One de Gabe Fazio et lui-même : Dell (également co-scénariste)
- 2009 : Sur le fil du rasoir (Knife Point) de Carlo Mirabella-Davis : Gerry
- 2009 : Exile de Nemanja Bala : Adam
- 2014 : The Vigilante de Kaz Firpo : John Hardin
- 2016 : With Yuri de Zoé Le Ber : Boris

### Télévision

#### Séries télévisées
- 2003 : New York, unité spéciale (Law & Order: Special Victims Unit) (saison 5, épisode 11) : McKenzie
- 2003 : Sur écoute (The Wire) : Eton Ben-Eleazer
- 2004 : La Force du destin (All My Children) : Miles
- 2004 / 2006 : New York, section criminelle (Law and Order : Criminal Intent) : Mr Gregorian / Anton
- 2005 : New York 911 (Third Watch) : Kirt Lang
- 2005 : New York, cour de justice (Law and Order : Trial by Jury) : Mr Dushinsky
- 2006 : As the World Turns : Anatoly
- 2006 : Brotherhood : Pravsha Pishenkov
- 2007 - 2008 : Street Fighter : The Later Years : Ken Masters
- 2009 : Haine et Passion (Guiding Light) : Mr Kovac
- 2009 : Bored to Death : Dimitri
- 2010 : Trenches : Caporal Traina
- 2013 - 2018 : The Americans : Arkady Zotov
- 2014 - 2016 : NCIS : Enquêtes spéciales (NCIS) : Anton Pavlenko, le conseiller russe
- 2015 : Madam Secretary : Mikhail Bozek, Le président ukrainien
- 2015 : Mike Tyson Mysteries : Le barman (voix)
- 2016 : NCIS : Nouvelle-Orléans (NCIS : New Orleans) : Anton Pavlenko, le conseiller russe
- 2017 : Taken : Yuri Surnuyev
- 2017 : Blue Bloods : Détective Arkedy Levin
- 2018 : Maniac : Sokolov
- 2018 : Billions : Max
- 2018 : Instinct : Uri Marshak
- 2018 : How to Do Everything : Nate
- 2019 : Jack Ryan : Mikhail Pelevin
- 2019 : The Enemy Within : Mikhail Vassily Tal
- 2021 : New Amsterdam : Ben Osheyevsky
- 2022 : For All Mankind : Grigory Kuznetsov
- 2022 : Bull : Danilo Kovalev

## Jeu vidéo
- 2008 : Grand Theft Auto IV : Ivan Bytchkov